# Чианграй

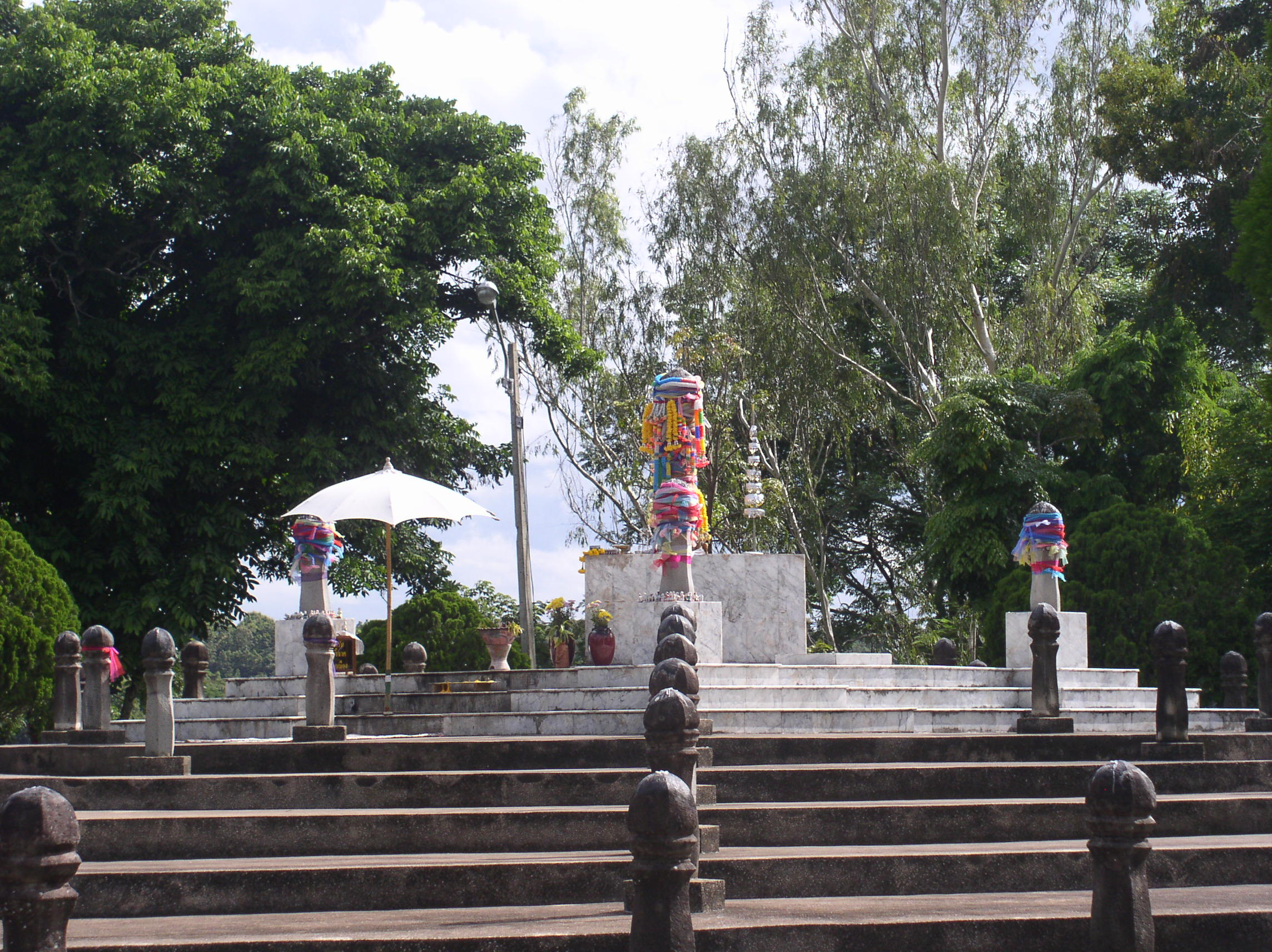
Центр города Чианграй

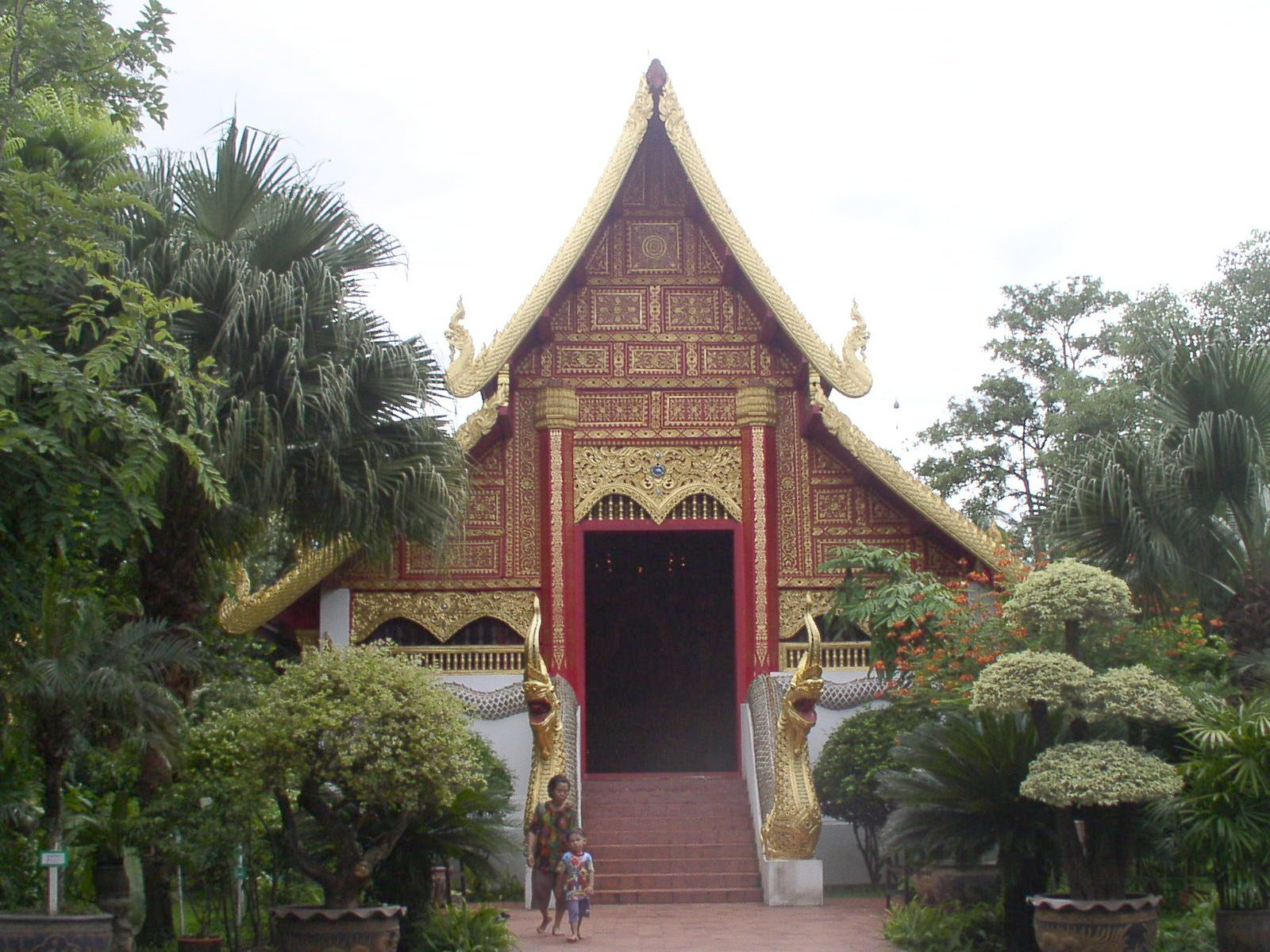
Ват Пхракео

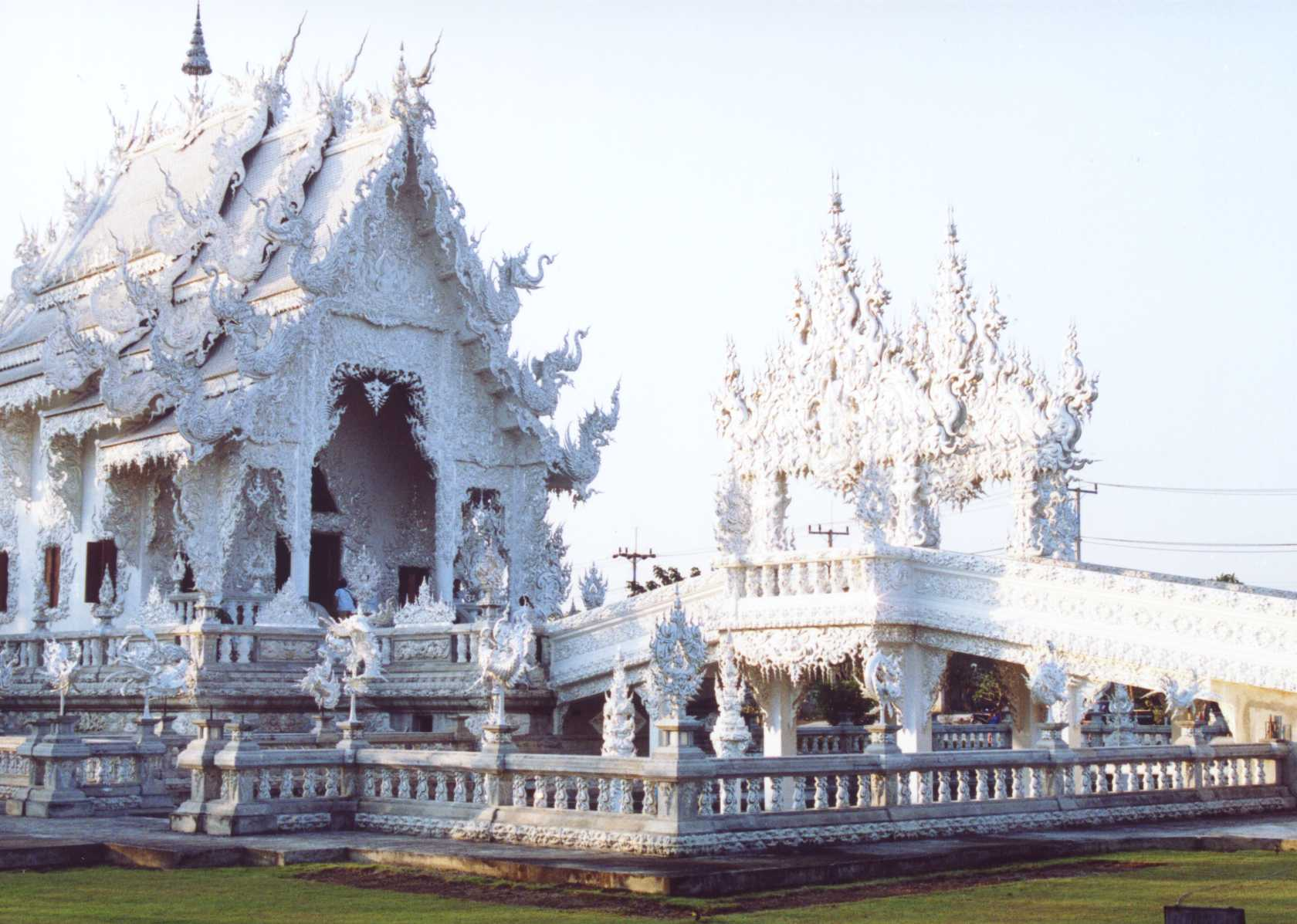
Ват Ронг Кхун

Чианграй (тайск. เชียงราย) — город в северном Таиланде, столица одноимённой провинции. Население — 136 тыс. человек.
В городе живут также малые народы акха, карены, лису, мяо.

## История
Чианграй основал в 1262 король Менграй на реке Кок на месте поселения народностей лава и монов, долгое время город был столицей королевства Ланна (Страна миллиона рисовых полей), которое позже было завоёвана бирманцами.
В 1786 король Рама I присоединил Чианграй к Таиланду. В 1910 король Рама VI сделал Чианграй центром одноимённой провинции.

## Транспорт
В десяти километрах от центра города расположен международный аэропорт.

## Достопримечательности
- Статуя короля Менграя, основателя города (1239—1317)
- Ватпхракеодонтао — место где был найден знаменитый изумрудный Будда, который с 1782 хранится в Ват Пхра Кео в Бангкоке. Изящная роспись и резьба по дереву.
- Ватронгкхун, более известный как Белый храм — необычный буддийский храмовый комплекс, чье строительство было начато в 1997 году и продолжается и в настоящее время.
- Ватпхратхатдойчомтхонг — старый храм, в котором король Менграй в 1260 принял решение основать город Чианграй.